# Alfred Jarry
Alfred Jarry (Laval, 8 de setembre del 1873 - París, 1 de novembre del 1907) fou un dramaturg i poeta francès conegut principalment per l'obra de teatre Ubú Rei (1896), que és citada sovint com a precursora del teatre surrealista dels anys 20 i 30, Jarry utilitzà diversos gèneres literaris. Va escriure obres de teatre, novel·les, poesia, assaig i articles de periodisme especulatiu. Els seus texts representen un treball pioner en el teatre de l'absurd. Sovint grotesc i incomprès, va inventar una pseudociència anomenada patafísica.
Alfred Henri Jarry va néixer a la ciutat francesa de Laval, fill d'Anselme Jarry i Caroline Quernest. D'origen bretó per part de mare, rebé una educació acurada. L'èxit primerenc de les seves obres el va portar a una vida desordenada i irregular. Va morir sumit en la pobresa el dia 1 de novembre del 1907, de meningitis tuberculosa, a l'Hospital de la Charité.

## Ubú rei

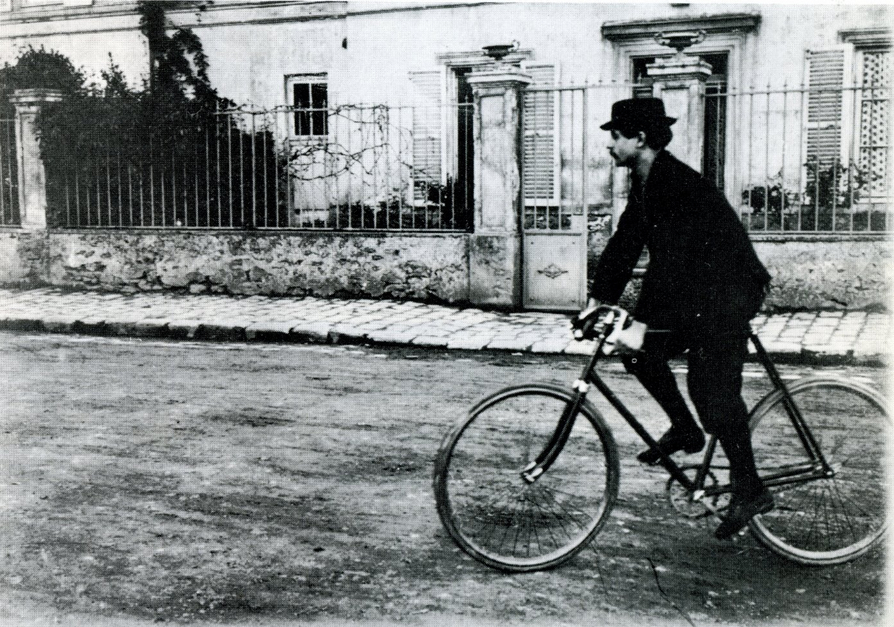
Alfred Jarry

La seva obra més important és Ubú rei. Estrenada a París el 10 de desembre del 1896, amb un gran escàndol, se la considera antecessora directa del teatre de l'absurd. Amb aquesta Jarry aconsegueix l'èxit. Es tracta d'una comèdia satírica en la qual es barregen les referències a Macbeth amb els excessos d'un monarca tan tirà com covard. La trama dona lloc a situacions portades fins a l'absurd. És una crítica corrosiva contra l'autoritat mitjançant l'arribada al poder del grotesc Pare Ubú, que al costat de la seva dona encarna la corrupció i el despotisme, gairebé un paradigma dels dictadors del segle xx.

## Altres obres
- Les minutes de Sable Mémorial (1894)
- César-Antéchrist (1895)
- Ubú Rei (1896)
- Els dies i les nits, novel·la d'un desertor 1897)
- L'amour en visites (1898)
- Almanac del Pare Ubú
- L'Amour Absolu (1899)
- Ubú encadenat (1900)
- Mesalina, novel·la de l'antiga Roma (1901)
- Nou almanac del Pare Ubú
- El supermascle, novel·la moderna (1902)
- Par la Taille
- Albert Samain, records (1907)
- La Papessa Joana, novel·la medieval (1908)
- Pantagruel, òpera bufa en cinc actes i sis quadres
- Gestes i opinions del doctor Faustroll, patafísic, novel·la neocientífica, seguit d'Especulaciones (1911). Traducció de Josep Alemany. Martorell: Adesiara, 2015.
- Gestos, seguit de Paralipòmens d'Ubú (1921)
- Les Silenes
- Poemes (1926)
- La Dragonne, novel·la (1943)
- Ubú cornut (1944)
- Obres poètiques completes (1945)
- Instruccions per a la construcció de la màquina del temps, pel doctor Faustroll (1950)